# Jevgenija Isakovová
Jevgenija Isakovová, rusky Евгения Исакова (* 27. listopadu 1978 Leningrad) je ruská atletka, jejíž specializací je běh na 400 metrů překážek.
V roce 2006 zvítězila na mistrovství Evropy v běhu na 400 metrů překážek ve svém osobním rekordu 53,93. V následující sezóně se na světovém šampionátu umístila v této disciplíně šestá.